# Steven Vandeput
Steven Vandeput (ur. 30 marca 1967 w Hasselt) – belgijski i flamandzki polityk, przedsiębiorca oraz samorządowiec, działacz Nowego Sojuszu Flamandzkiego, od 2014 do 2018 minister obrony i służby cywilnej.

## Życiorys
Kształcił się w Economische Hogeschool Limburg i na Katholieke Universiteit Leuven. Pracował jako przedsiębiorca w sektorze budowlanym.
Zaangażował się w działalność polityczną w ramach Nowego Sojuszu Flamandzkiego, stanął na czele tej partii w prowincji Limburgia. W 2010 po raz pierwszy został członkiem Izby Reprezentantów, uzyskał reelekcję w wyborach w 2014. W październiku tego samego roku powołany na stanowisko ministra obrony oraz służby cywilnej w koalicyjnym rządzie federalnym, na czele którego stanął Charles Michel.
Po wyborach samorządowych z października 2018 powołany na burmistrza rodzinnej miejscowości z kadencją od 2019, wobec czego zapowiedział odejście z urzędu ministra, kończąc urzędowanie w listopadzie 2018. Pozostał na urzędzie burmistrza po kolejnych wyborach.
W 2019 uzyskał mandat posła do Parlamentu Flamandzkiego. W 2024 ponownie wybrany do niższej izby federalnego parlamentu. W lutym 2025 został tymczasowym przewodniczącym N-VA; obowiązki te wykonywał do kwietnia tegoż roku.

## Życie prywatne
Steven Vandeput jest żonaty, ma dwoje dzieci.